# Noranta-nou
El noranta-nou és un nombre natural que segueix el noranta-vuit i precedeix el cent. S'escriu 99 o XCIX segons el sistema de numeració emprat.

## En altres dominis
- És el nombre atòmic de l'einsteini
- Designa l'any 99 i el 99 aC